# Vietnám történelme
Vietnám történelme összefonódik Vietnám népeinek történelmével és különösen a kinh (vagy viet) népével, amely az uralkodó etnikai csoportot alkotja.
Az ország története nagyon régi és eredete összefonódik a vietnámi legendákkal. Vietnám több mint egy évezreden keresztül Kína birtoka volt: a kínai uralom i.e. 111-ben kezdődött, amikor a Han-dinasztia elfoglalta Nam Việt királyságát. A Kínától való függetlenségért folytatott harc összekovácsolódott a vietnámi nemzeti öntudattal. 939-ben az ország függetlenné vált; Đại Việt állama azonban továbbra is adót fizetett Kínának. Noha már nem Kína birtoka volt, az ország továbbra is vazallus állam maradt.

## Kezdetek
A ma Vietnámként ismert terület a paleolitikum óta lakott. Régészek szerint mai vietnámi civilizáció története a késői neolitikumban, a korai bronzkorban kezdődött, az i.e. 2000-től i. e. 1400-ig fennállt Phung-nguyen  kultúrával. 

## Ókor

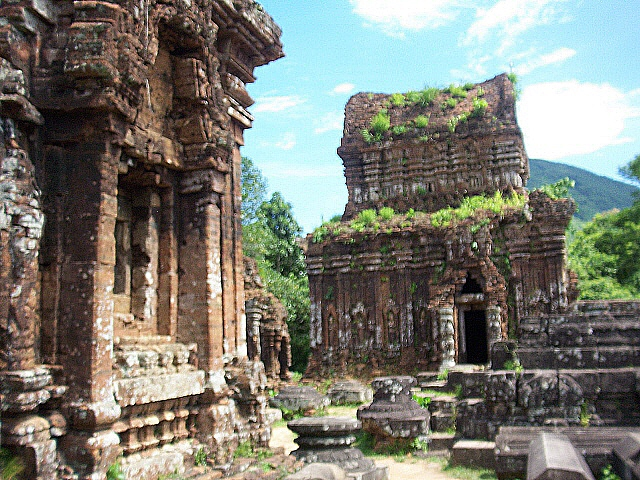
Mỹ Sơn templomainak romjai

I. e. 1200 körül alakult ki az öntözéses rizstermesztésen alapuló, bronzeszközöket használó Dong Son kultúra Vörös-folyó síkságán. Nevezetesek az ekkor készült bronzdobok. A kultúra bronzfegyverei, szerszámai és dobjai azt mutatják, hogy a bronzmegmunkálás technológiáját helyben alakították ki, de azután érték délkelet-ázsiai hatások.
A következő évszázadokban Vietnám többnyire kínai uralom alatt állt. Voltak korai függetlenségi mozgalmak, például a Trưng nővéreké is, de ezek csak átmeneti eredményt hoztak.
Kr.u. 192-ben a közép-vietnámi Csam fellázadt a kínaiak ellen, majd megalakította Csampa  (Champa) független királyságát.
Ebben az időben, a buddhizmus és a hinduizmus i.sz. 2. századi térnyerésével, Vietnám volt az első hely Délkelet-Ázsiában, ahol mind a kínai, mind az indiai kultúra befolyása megvolt.

## Középkor

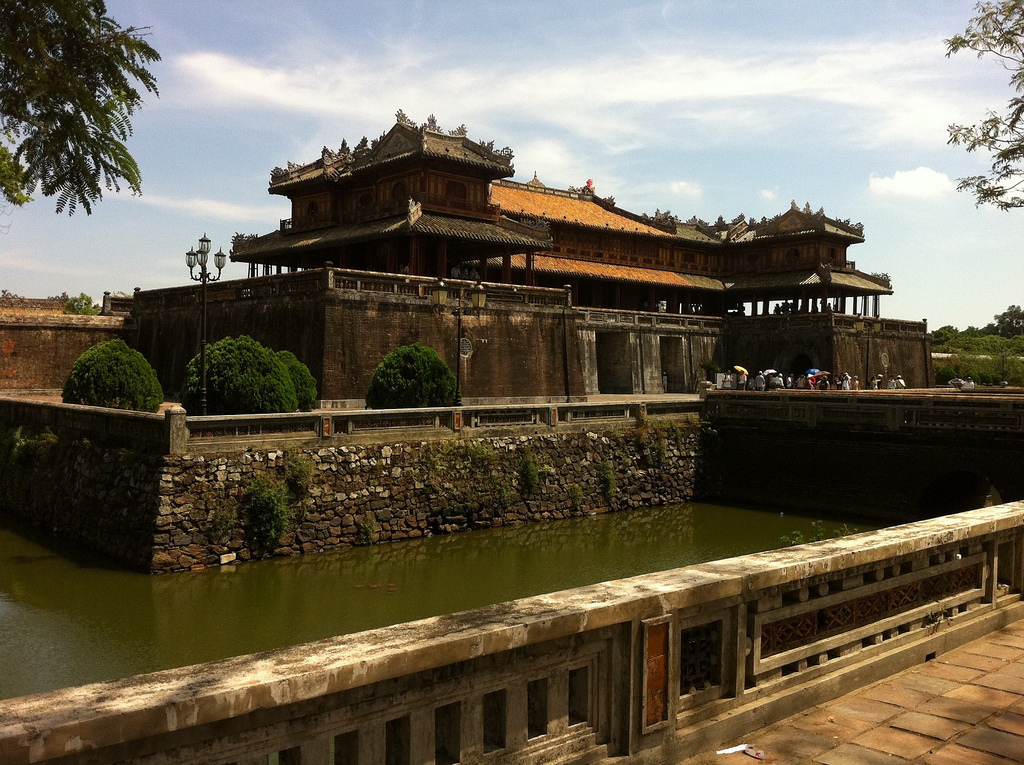
Huế citadellája

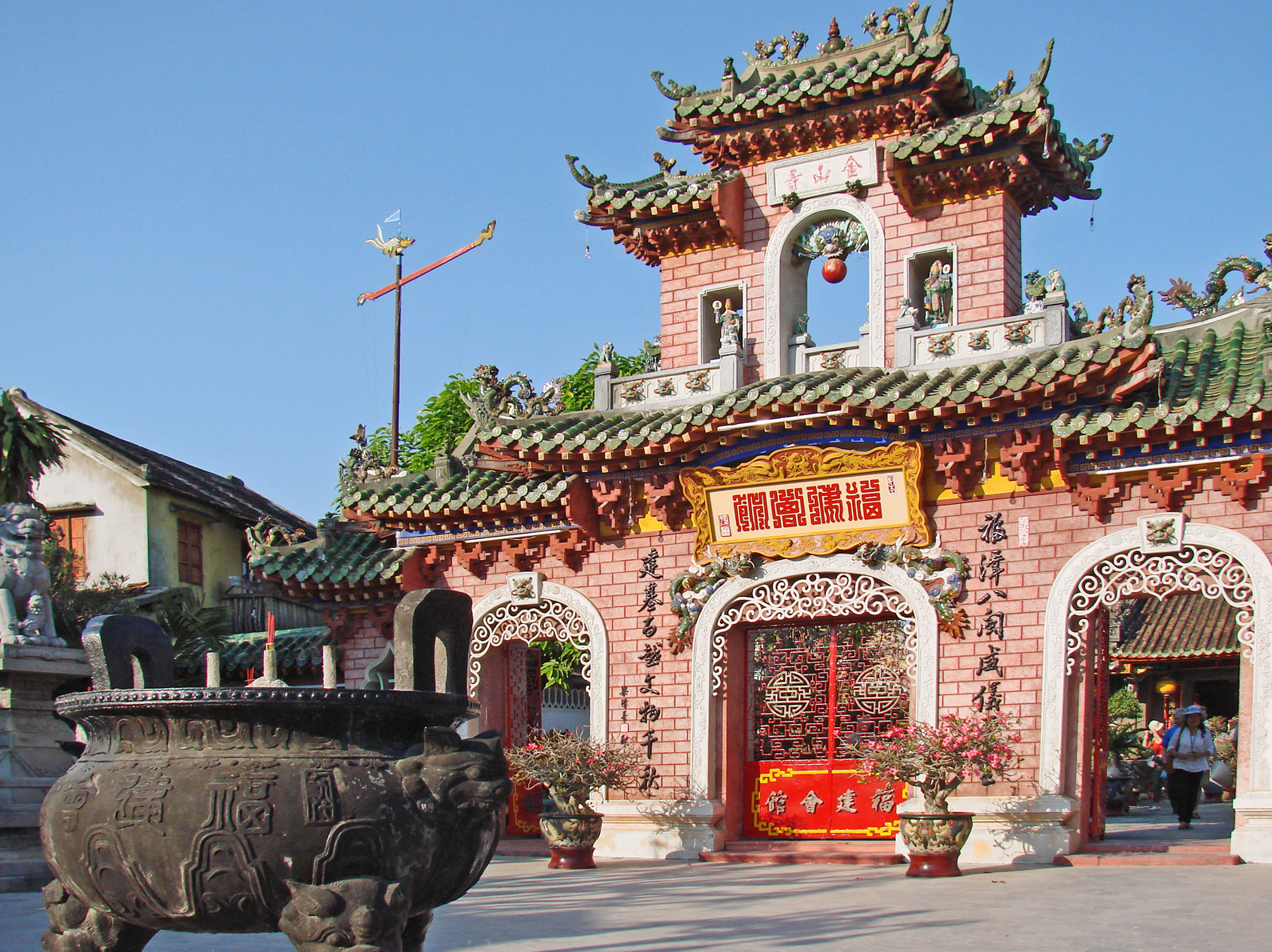
Phuoc Kien. Eredetileg vietnámi buddhista templom volt.

Vạn Xuân állam a Ly-dinasztia elődjeinek idején rövid ideig független volt 544-től 602-ig. 
A 10. század első éveiben a Tang Birodalom felbomlott: Kínában elkezdődött az öt dinasztia és a tíz királyság kora. A központi hatalom összeomlása lehetővé tette a vieteknek, hogy megszabaduljanak Kína gyámsága alól. 
938-ban Ngô Quyền vietnámi nagyúr megverte a kínai csapatokat a Bạch Đằng folyónál és kivívta Vietnám függetlenségét a tíz évszázados kínai uralom után. 
1010 és 1225 között a Đại Việt államot a Lý-dinasztia uralta. Alapítója Lý Thái Tổ (974-1028) és utódai sikeresen megvédték a kínaiak, a khmerek és a csampák ellen. Lý a kínai mintára épülő államrendszert megerősítette és a vietnámi igényekhez igazította.
1257/58-ban a chammal szövetségben sikeresen megvédték az országot a kínaiak és a mongolok három támadása ellen (Jüan-dinasztia). Trần Hưng Đạo vezetése alatt a vietnámiaknak sikerült legyőzniük egy állítólagos 500 ezer mongolból álló hadsereget és biztosítaniuk Vietnám függetlenségét.
1427-ben Lê Lợi megalapította a Lê-dinasztiát , amely 1789-ig uralkodott. A Lê-dinasztia alatt ismét tudatosan hangsúlyozták a vietnámi hagyományokat, de a konfucianizmus továbbra is az államszervezet domináns pillére maradt. 
Vietnám a virágzásának tetőpontjára a 15. században a Lê dinasztia uralkodása alatt jutott, különösen pedig Lê Thánh Tông (1460–1497) császár idején. A 11. és a 18. század között Vietnám dél felé terjeszkedett, a folyamat neve nam tiến. Közben átmenetileg meghódította Csampa királyságot és a Khmer Birodalom egy részét. A királyi család ereje a 15. század legvégén kezdett hanyatlani.

## Újkor
A 16. század elején megjelentek az európaiak is. A vietnámi királyi családnak számos jezsuita és ferences hittérítőt kellett elviselnie az országban. Az új vallás mellett az európai misszionáriusok új kultúrát is hoztak az országba, például egy jezsuita kifejlesztette a ma is használatos, latin betűkre épülő vietnámi Quốc ngữ írást.
A Lê dinasztia uralmának vége felé lázadások hulláma öntötte el Vietnámot. Először a kínaiak által támogatott Mac dinasztia váltotta a Lê dinasztia hatalmát. A Mac dinasztia veresége után a Lê dinasztia császárai kerültek ismét trónra, de valóságos hatalom nélkül. A hatalom megoszlott: északon a Trịnh család, délen a Nguyễn család gyakorolta azt. Az ország négy évtizedre polgárháborúba süllyedt. Ebben az időben a Nguyễn család kiterjesztette Vietnámot dél felé a Mekong deltára, elfoglalta Champát a központi felföldön és khmer földeket a Mekong mentén. A polgárháború úgy ért véget, hogy Tây Sơn testvérek megverték mindkét felet és új dinasztiát alapítottak. Uralmuk azonban nem volt hosszú. A Nguyen urak maradékai Nguyen Anh vezetésével segítségül hívták a franciákat. Nguyen Anh egyesítette Vietnámot és megalapította a Nguyễn dinasztiát.

## 19-20. század

### Franciák
Vietnám függetlenségét fokozatosan ásta alá Franciaország sorozatos katonai hódításokkal 1859 és 1885 között. Végül az ország Francia-Indokína része lett. A francia igazgatás jelentős politikai és kulturális változásokat hozott a vietnámi társadalomban. Nyugati jellegű modern oktatási rendszert alakítottak ki, és széles körben propagálták a kereszténységet a vietnámi társadalomban. Ültetvényes gazdálkodást vezettek be, dohányt, indigót, teát és kávét exportáltak. Az önkormányzati és polgári jogi igényeket egyre durvábban utasították el a franciák. Nacionalista politikai mozgalmak szerveződtek, melynek vezetői függetlenséget kívántak. Közéjük tartozott mások mellett Ho Si Minh. A franciák a második világháborúig tudták fenntartani uralmukat gyarmatuk felett. A Csendes-óceánon dúló háború folyományaként a japánok 1941-ben megszállták Francia Indokínát. Francia Indokína ekkor Japán szövetségese, a náci Németország által megszállt Vichy Franciaország igazgatása alatt állt. Vietnám természeti kincseit a Japán Császárság katonai szükségleteinek szolgálatában aknázták ki.
1941-ben lett jelentős a Ho Si Minh vezetése alatt álló Việt Minh – egy kommunista és nacionalista felszabadítási mozgalom. Célja a Franciaországtól független Vietnám volt, és harcolt a japán megszállás ellen. 1945-ben Japán katonai vereséget szenvedett és megbukott vietnámi bábkormánya. A Việt Minh megszállta Hanoit és ideiglenes kormányt hozott létre, amely kikiáltotta az ország függetlenségét szeptember 2-án. Ugyanabban az évben Franciaország csapatokat küldött a francia uralom helyreállítására. Háború tört ki a Việt Minh és a francia csapatok között, amely 1954. július 20-áig tartott.
A Việt Minh súlyos veszteségeket szenvedett. A kínai és szovjet támogatás ellenére állományának harmadát elvesztette az amerikaiak és a hozzájuk hű vietnámiak által támogatott franciákkal vívott harcban. Végül azonban stratégiai győzelmet arattak a Điện Biên Phủ-i csatában. Ezt követően 1954-ben, a tűzszünet kihirdetése után Genfben tárgyalások kezdődtek. A francia gyarmati közigazgatást felszámolták, Francia Indokínát feloszlatták. Vietnámot kettéosztották. Az északi részen megalakult Ho Si Minh Vietnámi Demokratikus Köztársasága, délen pedig  Bảo Đại császár Vietnám Állama. A kettő között a 17. szélességi fok mentén demilitarizált övezetet hoztak létre. Az 1954-es egyezmény kifejezetten megtiltotta harmadik erő beavatkozását.

### Amerikaiak
Amerikai tanácsadói javaslatára Vietnám Állam miniszterelnöke, Ngô Đình Diệm eltávolította hatalomból Bảo Đại császárt. Ennek eszköze egy meghamisított népszavazás volt, amelyet testvére, Ngô Đình Nhu szervezett. Ezután a Vietnámi Köztársaság elnöke Ngo Dinh Diệm lett. A genfi egyezmények értelmében 1956-ban egész Vietnámban választást kellett volna tartani, de Diệm elutasította megtartását, annak ellenére, hogy Észak ismételten felhívta a választások módjáról tartandó tárgyalásokra.
A kommunista nacionalista Nemzeti Felszabadítási Front partizánháborúba kezdett az 1950-es évek végén Észak-Vietnám támogatásával. Céljuk Diệm kormányának megdöntése volt, amelyet hivatalos közleményeikben „továbbélő gyarmati rezsimnek” neveztek.
Diệm maga katolikus volt, kormánya előjogokat biztosított a katolikusoknak. Betiltotta a buddhista zászló használatát, az emiatt kitört zavargásban a tömegbe lőttek. 1963-ban a buddhista válságnak nevezett tömegtüntetések sora következett. Diệm ellenzése dacára testvére a pagodák ellen támadásokat szervezett, melyek közül legnevezetesebb a Xa Loi pagoda megtámadása. Az amerikaiak viszonya megromlott Diệmmel, majd puccs következett, amelyben Diệmet meggyilkolták.
Diệm halálát katonai puccsok sorozata követte. Gyakran még egy hónapot sem bírtak ki a rezsimek a következő puccsig. Ebben a helyzetben érték el első katonai győzelmeiket a kommunisták. Hogy Vietnámot megvédje a kommunista felkelőktől, az amerikaiak növelték katonai tanácsadóik számát. 1965-ben már hadműveletekben is részt vettek amerikai erők, amelyek létszáma a csúcsponton meghaladta az 500 000-et. Az 1968-as Tết-offenzíva idején észak-vietnámi csapatok délen támadtak jelentős célpontokat. A Nemzeti Felszabadítási Front kommunista erőit a Ho Si Minh-ösvényen látták el utánpótlással, amely Laosz és Kambodzsa területére is átnyúlt. Az amerikai elnök engedélyezte Laosz és Kambodzsa bombázását. Ezt akkor titokban tartották az amerikai kongresszus előtt.

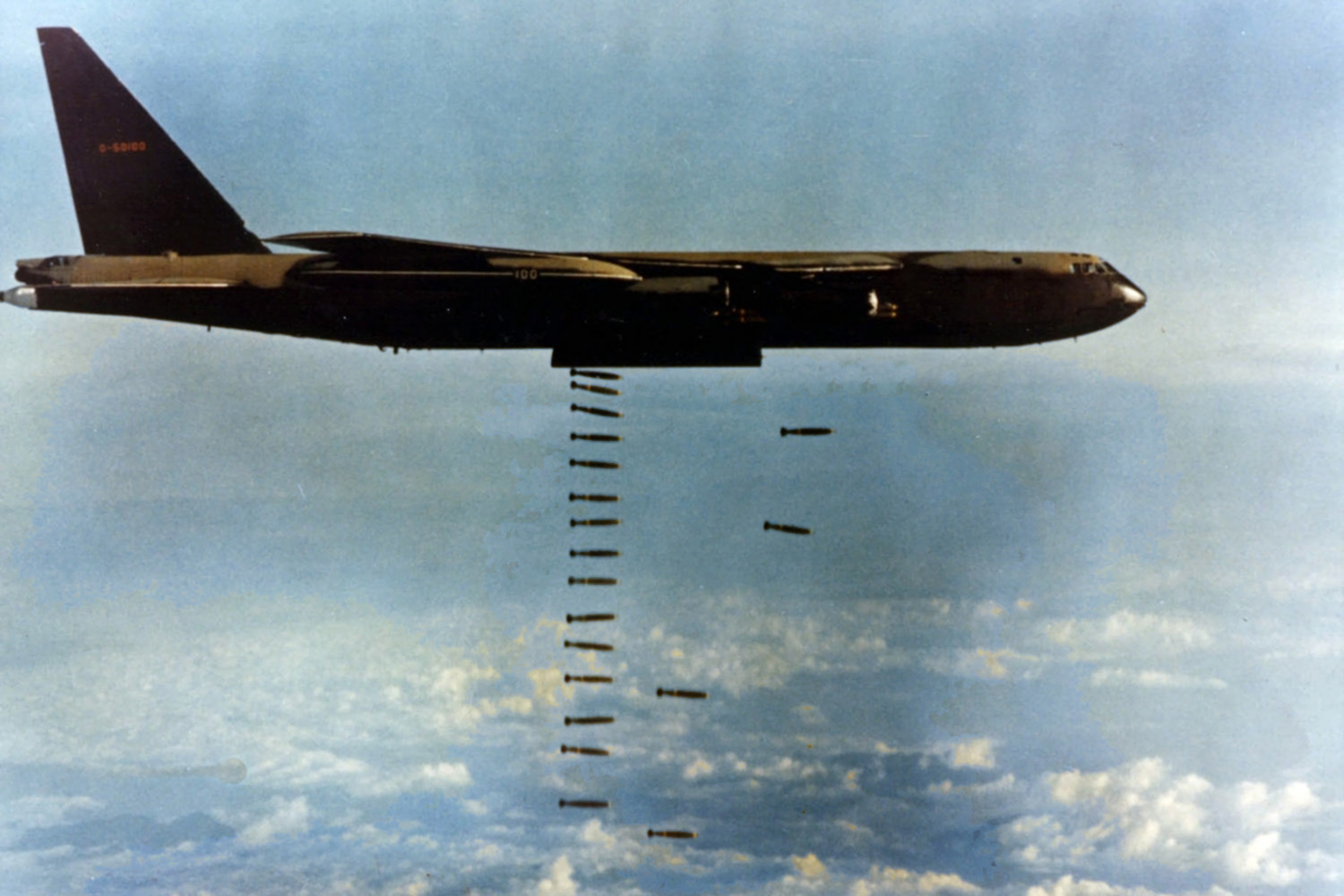
Az amerikai légierő B–52 Stratofortress gépe szőnyegbombázást végez (1972)

A növekvő veszteségek hatására és a beavatkozással szembeni hazai és nemzetközi ellenállással szembesülve az Egyesült Államok megkezdte a hadszíntér átadását a dél-vietnámi katonaságnak (Nixon-doktrína); a folyamat neve „vietnamizálás” volt. Vegyes eredményt értek el. Az 1973. január 27-én kötött párizsi békeszerződés szerint az Egyesült Államok hivatalosan elismerte Vietnám függetlenségét az 1954-es genfi egyezmények szerint. Minden amerikai csapatot kivontak 1973. március 29-ére. Ezzel a nagyobb hadműveletek véget értek, de korlátozott harcok folytak 1975 tavaszáig. Akkor az északiak hadjáratot indítottak dél ellen, amelynek a végén 1975. április 30-án elesett Saigon. Dél-Vietnám rövid ideig az északiak katonai megszállása alatt álló Dél-vietnámi Köztársasággá alakult, majd hivatalosan egyesítették a kommunisták uralma alatt álló Vietnámi Szocialista Köztársasággal 1976. július 2-án.

### Kommunisták
Amikor a lebombázott országban átvették a hatalmat, a vietnámi kommunisták betiltották a többi politikai pártot, bebörtönözték Dél-Vietnám tisztviselőit és katonáit, átnevelő táborba küldték őket. Kollektivizálták a mezőgazdaságot és a gyárakat. A háborútól elpusztított ország lassan épült újjá, a kommunista rezsim súlyos humanitárius és gazdasági nehézségekkel szembesült. Milliók menekültek csónakokon, nemzetközi humanitárius válságot okozva.
1979-ben a vietnámi hadsereg megszállta Kambodzsát (kambodzsai–vietnámi háború), és eltávolította a hatalomból a vörös khmereket. Emiatt megromlott a viszony Kínával, amely rövid időre betört Észak-Vietnámba 1979-ben (kínai–vietnámi háború). Vietnám 1989-ben vonta ki csapatait Kambodzsából.
Történelmi változás következett be 1986-ban. A kommunista párt a kínai gazdasági reformhoz hasonló gazdasági és politikai reformokat kezdeményezett, szocialista irányultságú piacgazdasággá alakítva az országot. Az állam hatalma változatlan maradt, de lehetővé vált a mezőgazdasági üzemek és más vállalkozások magántulajdona, leépítették a korlátozásokat és bátorították a külföldi tőkebefektetést. A reformok elősegítették az ország újraintegrációját a globális gazdaságba és politikába.

## 21. század
Vietnám gazdasága napjainkban a leggyorsabban növekvők közé tartozik a világon, ezért ez az ország is az ún. új „kis tigrisek” közé tartozik.